# Krisslekorgmal
Krisslekorgmal (Apodia bifractella) är en fjärilsart som beskrevs av Philogène Auguste Joseph Duponchel 1842. Krisslekorgmal ingår i släktet Apodia och familjen stävmalar. Enligt den finländska rödlistan är arten sårbar i Finland. Arten är reproducerande i Sverige. Artens livsmiljö är grus-, klapper- och stenstränder vid Östersjön. Inga underarter finns listade i Catalogue of Life.

## Bildgalleri

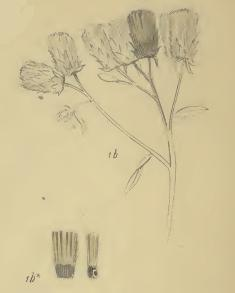
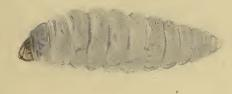
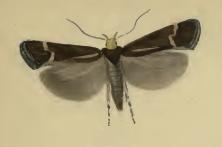
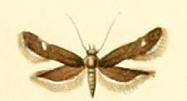
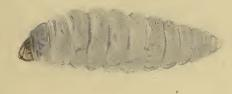